# Sclerolaena bicornis
Sclerolaena bicornis är en amarantväxtart som beskrevs av John Lindley. Sclerolaena bicornis ingår i släktet Sclerolaena och familjen amarantväxter. Utöver nominatformen finns också underarten S. b. bicornis.

## Bildgalleri

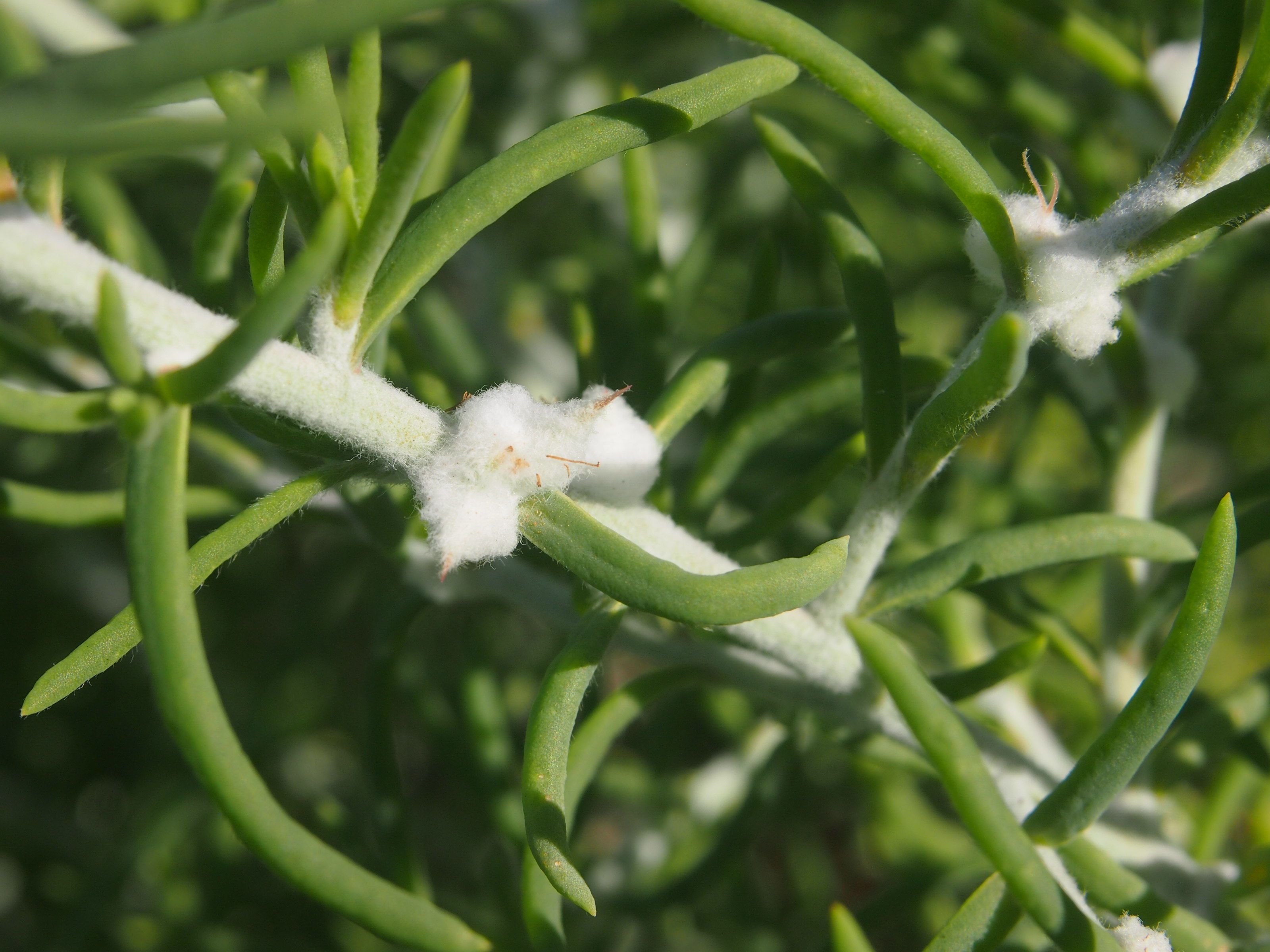
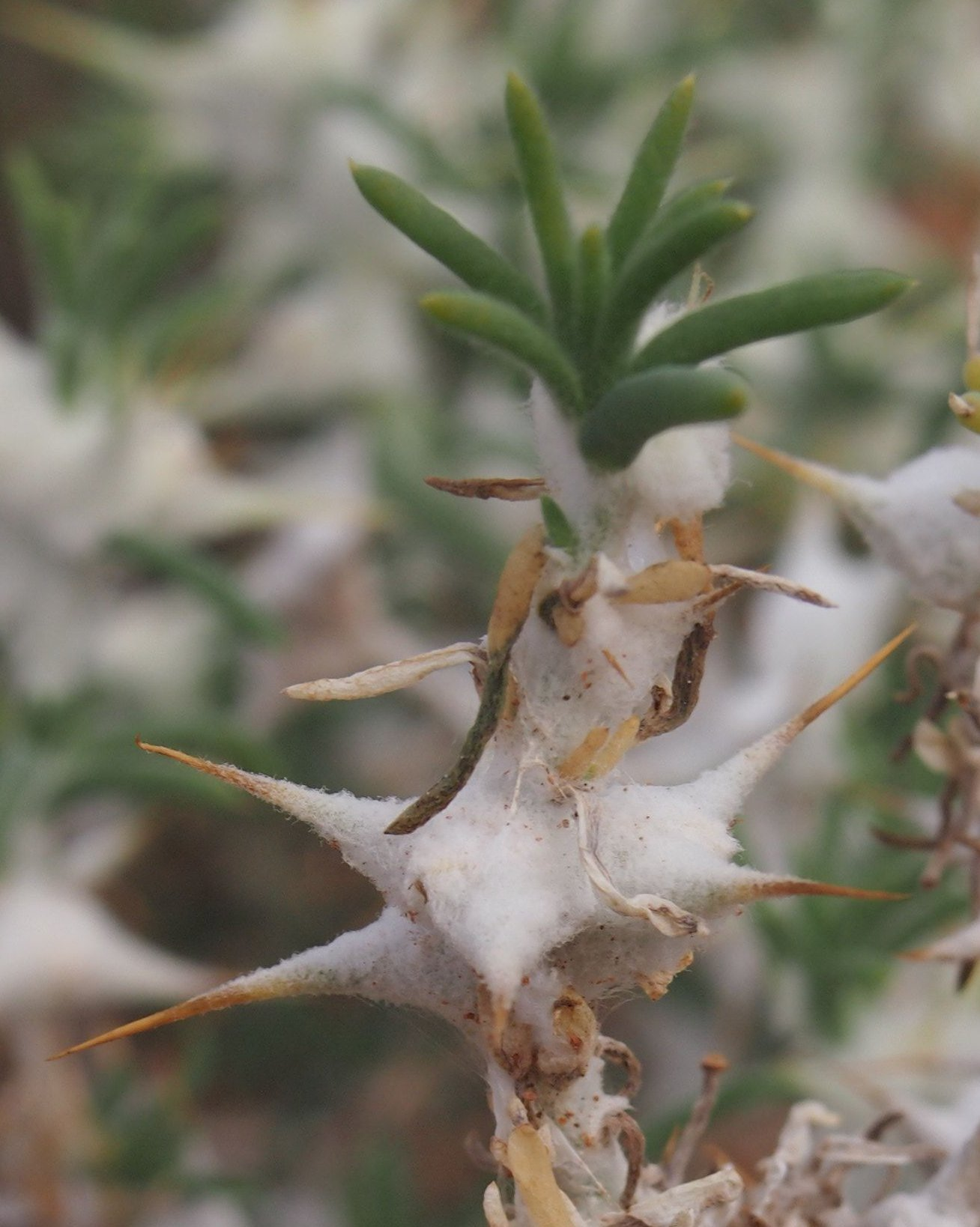
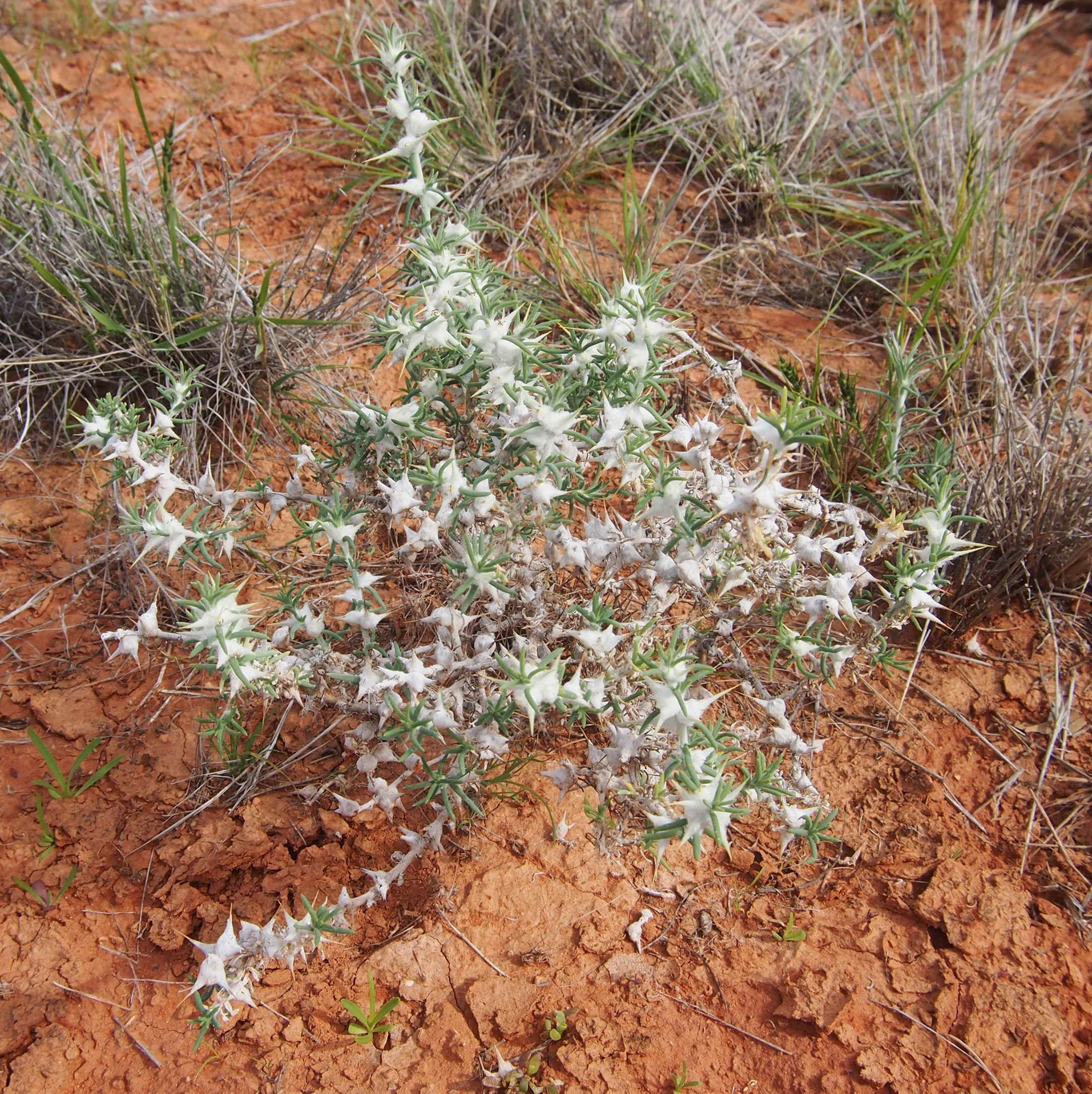